# Baumstraße 1

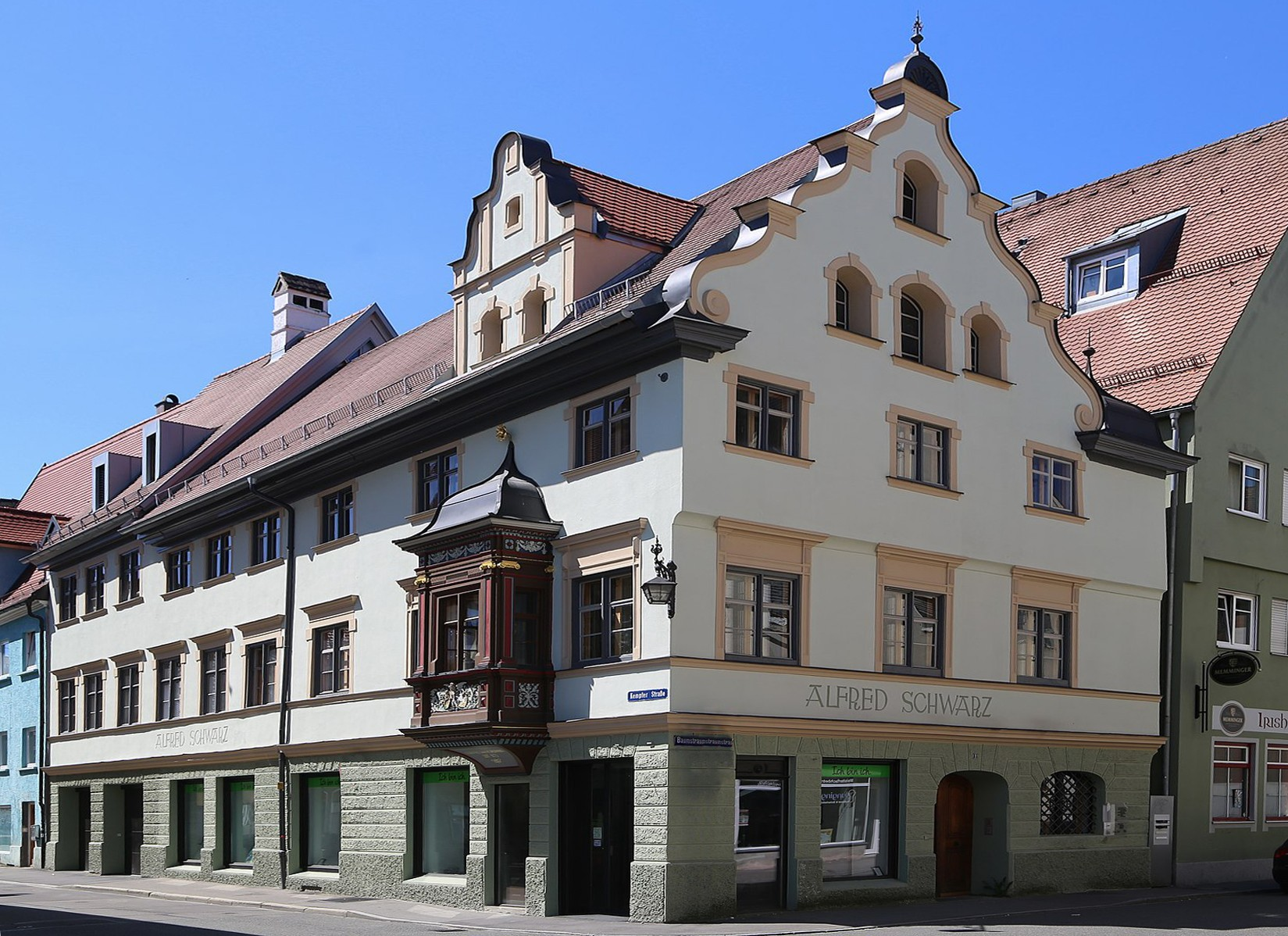
Das Haus nach der Sanierung in Memmingen

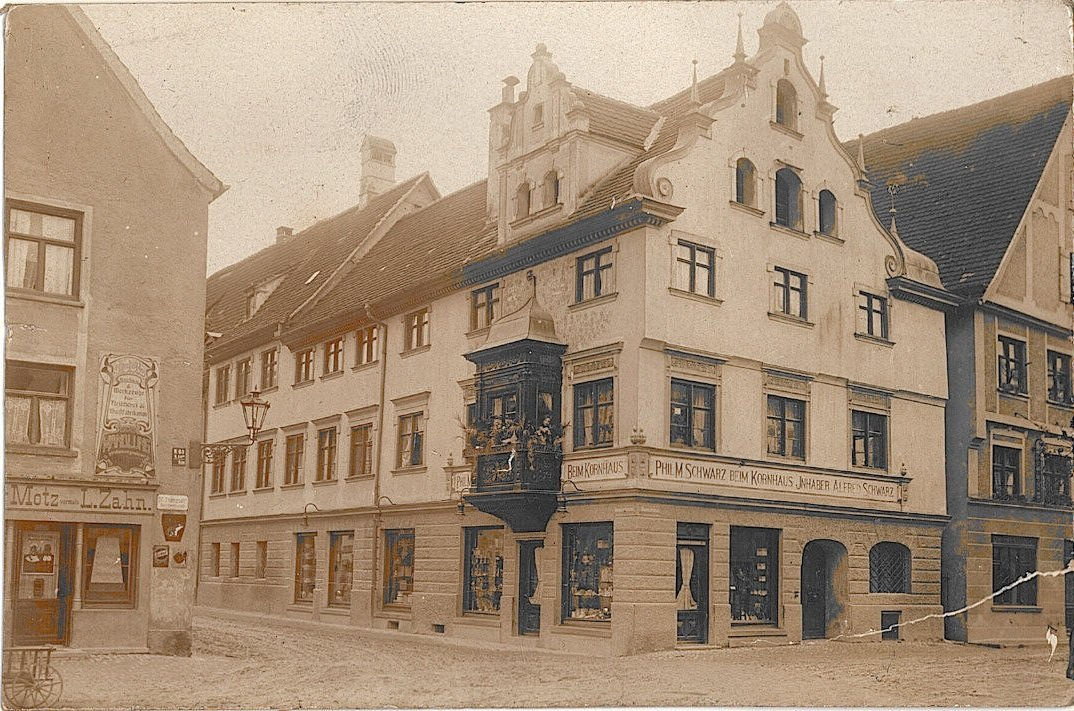
Postkarte des Hauses Baumstraße 1 aus dem Jahr 1955.

Das Eckhaus Baumstraße 1 im oberschwäbischen Memmingen ist ein unter Denkmalschutz stehendes Gebäude in der Altstadt. In der Baumstraße 1, am Ende der Fußgängerzone in Memmingen, am Schrannenplatz gelegen, wurde das einstige Geschäftshaus zum Wohle einer schönen Altstadt, an einer prägnanten Stelle an der Einfahrtspforte der sonst so maroden Kempter Straße saniert. Das Gebäude steht heute unter totalem Denkmalschutz.
Das dreigeschossige Gebäude mit drei zu zehn Achsen besteht aus zwei Häusern. Es besitzt ein Satteldach mit dem Giebel zur Baumstraße hin. Es wurde wohl im 17. Jahrhundert erbaut und besitzt an der Traufseite ein Zwerchhaus mit erneuertem Giebel und einem Erker im ersten Obergeschoss. Das Portal an der Giebelseite ist korbbogig. Die Eichenholztür mit Messingbeschlägen in Rocailleform stammt aus der Zeit um 1770, das Türschloss aus dem 17. Jahrhundert. Die Türangeln sowie die Bänder mit Blattwerkverzierung wurden um 1720 gefertigt. Das Fenster daneben ist ebenfalls korbbogig und mit einem Rautengitter aus der Zeit um 1670 versehen. Das Treppengeländer im Innern ist mit schlanken Eichenholzbalustern aus der Zeit um 1720 bis 1730 geschmückt. Die Stuckdecke im ersten Obergeschoss enthält Bandelwerk, Gitter und Blumen sowie in den Eckkartuschen Frauenbüsten als Allegorien der vier Jahreszeiten. Im ersten Obergeschoss befinden sich vier Türen mit geohrten Türstöcken, zwei Türflügel haben Kröpfrahmen mit polierter Wurzelholzeinlage. Die Beschläge aus Zinn und Messing sind mit Bandel- und Blattwerk verziert.
Nach einem Brand am 19. Mai 2011 wurde der Dachstuhl teilweise zerstört. Nach einem Brand hat das Haus, weniger durch den Brand, als durch die ständigen eindringenden Feuchtigkeiten und Wassereinbrüche bei starkem Regen, erhebliche Schäden an den historischen Holz- und Stuckdecken genommen, da große Teile des Hauptdaches brandbedingt zerstört waren. In dem Haus wurden bewusst alte Bauteile der Gotik- und Barockzeit sichtbar gelassen, um die Baugeschichte besser nachvollziehbar zu machen. Zum Beispiel die Stuckdecke im 1. OG mit den Abbildungen der vier Jahreszeiten aus dem Jahr 1737, analog zu der Stuckdecke im Memminger Parishaus. Im Erdgeschoss befindet sich eine Ladenfläche.                     Im 1. Obergeschoss und 2. Obergeschoss wurden insgesamt drei Wohneinheiten geschaffen. Aufgrund der hohen Gestaltqualität der Fassaden stellte die Restaurierung eine besondere denkmalpflegerische Leistung dar und wurde 2016 mit dem Fassadenpreis der Stadt Memmingen ausgezeichnet. Das Haus wurde vom städtischen Heimatpfleger und promovierten Architekten und Stadtplaner Wolfram Arlart saniert.